# 博胡米爾·赫拉巴爾
博胡米爾·赫拉巴爾（捷克語：Bohumil Hrabal，捷克語發音：[ˈboɦumɪl ˈɦrabal]，1914年3月28日—1997年2月3日）是捷克小说家。

## 生平和作品
赫拉巴尔生于捷克的摩拉维亚，在寧布爾克长大，是一位酒场主的继子。他在布拉格的查尔斯大学获得法律学位，从1940年代末起，即居住在布拉格。他从事过各种行业，曾经在钢铁厂做工人，甚至做过废品回收站的打包工。他最有名的小说是《严密监视的列车》（Closely Watched Trains），由捷克导演摄制的同名电影获得过奥斯卡最佳外语片奖。另一部作品《我伺候过英国国王》也于2006年由捷克导演伊利·曼佐（Jiří Menzel）搬上银幕。
赫拉巴尔的部分作品由于政治原因未能在捷克斯洛伐克出版。包括《时间静止的小城》和《我伺候过英国国王》。
1997年，赫拉巴尔从医院的五楼堕亡，原因是想去餵鸽子。巧合的是他平时即住在5楼的公寓，曾经在数本书中写过他要从五楼跳下自杀。他死后埋葬在家族墓地，与父母妻子一起。

## 评价
赫拉巴尔是20世纪捷克的文学奇才。他的作品大都描写普通、平凡、默默无闻、被时代抛弃在“垃圾堆上的人”。赫拉巴尔的文字充满了表现力，喜欢使用长句（事实上他有一篇作品Dancing Lessons for the Advanced in Age全文只有一个长句）。赫拉巴尔作品中典型的角色是“巴比代尔”（Pábitelé）——他本人生造的一个词，指那些生活在底层的小人物，傻呵呵地度日，但在他们粗俗嘲谑间不经意间表现出对生活最真实的理解。
作为二十世纪最重要的的捷克作家之一，他的地位可与哈谢克、卡雷爾·恰佩克(Karel Čapek)、米兰·昆德拉等人比肩。他的作品已经被翻译为27种文字。

## 主要作品
- 《巴比代爾》/《中魔的人們》（Pábitelé，1964）
- 《底層的珍珠》 （Perlička na dne，1963年，短篇小說集）
- 《嚴密監視的列車》/《沒能準時離站的列車》 （Ostře sledované vlaky，1965）
- 《我曾侍候過英國國王》 （Obsluhoval jsem anglického krále，1971年）
- 《時間静止的小城》（Městečko, kde se zastavil čas，1974）
- 《過於喧囂的孤獨》 （Příliš hlučná samota，1977年）
- 河畔小城三部曲：《一缕秀发》《甜甜的忧伤》《时光静止的小城》
- 传记体三部曲：《婚宴》《新生活》《林中小屋》

## 外部鍵接

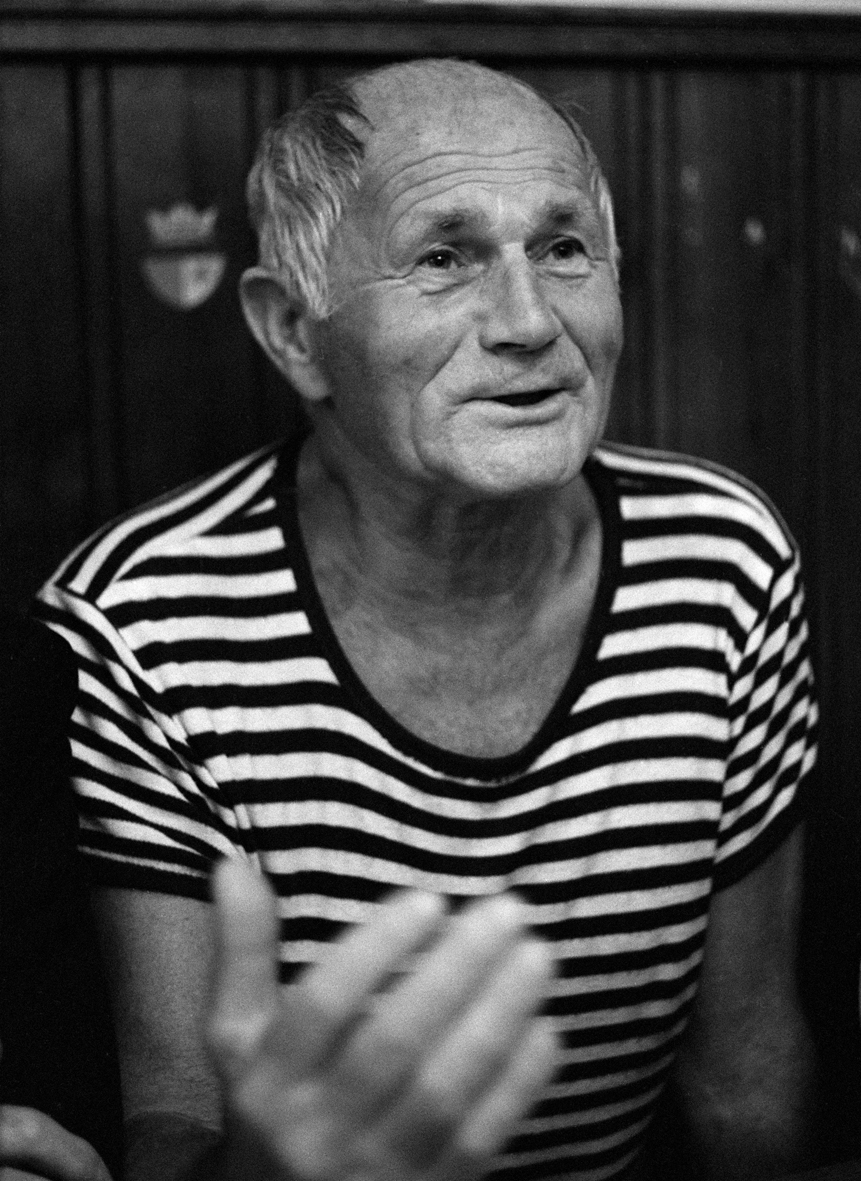
Bohumil Hrabal 1985
photo Hana Hamplová

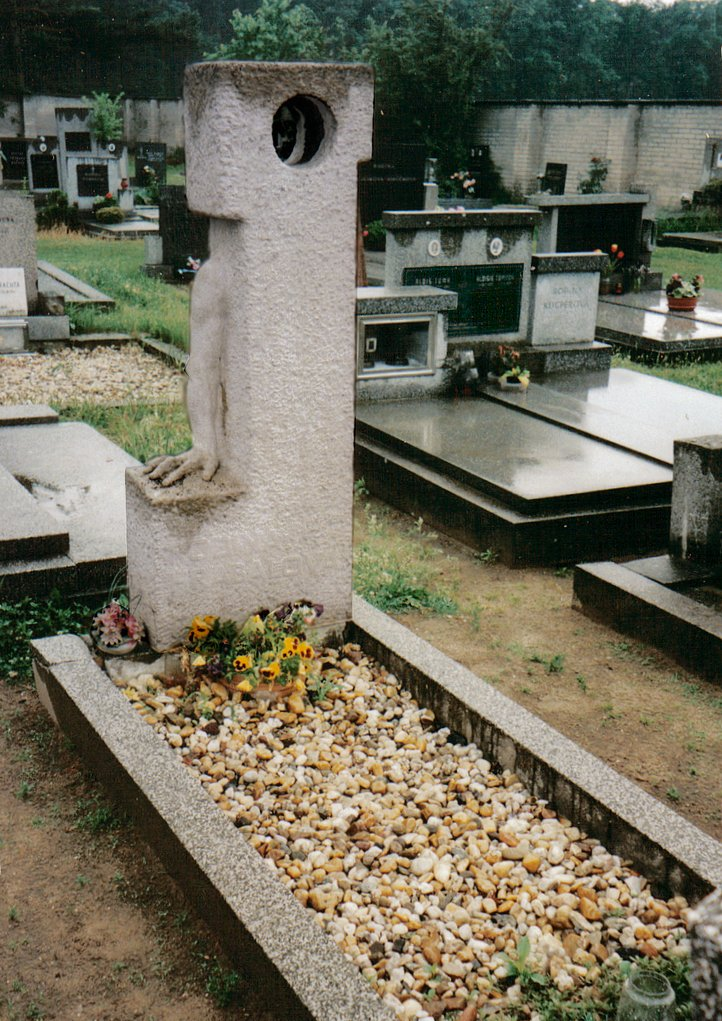
博胡米爾·赫拉巴爾之墓

- Bohumil Hrabal - the Close Watcher of Trains（页面存档备份，存于） - 传记和研究
- 博胡米爾·赫拉巴爾在豆瓣上的资料（简体中文）
- 赫拉巴爾在互联网电影资料库（IMDb）上的資料（英文）